# 穆真
穆真（?—?），代人，宜都丁公穆崇曾孙，零陵侯穆遂留之孙，富城靜公穆乙九之子。
穆真起家中散，转侍东宫，尚长城公主，拜驸马都尉。后奉敕离婚，娶文明冯太后姊为妻。魏孝文帝时官至南部尚书、侍中。死后，谥号宣。孝文帝追思崇勋，命令著作郎韩显宗为穆真撰定碑文，建于白登山。其子穆泰。